# Johann von Tiefen
Johann von Tiefen (... – 25 agosto 1497) è stato il trentacinquesimo Gran maestro dell'Ordine teutonico dal 1489 fino alla sua morte.

## Biografia
La data di nascita di Von Tiefen è sconosciuta, ma si ha ragione di credere che fosse originario della Svizzera. La sua carriera nell'ordine iniziò a Elbing, dove divenne uomo di fiducia del Gran Ospitaliere Heinrich Reuß von Plauen. Nel 1474 egli divenne Komtur di Memel e due anni più tardi, Gran Komtur. Egli rappresentò l'Ordine Teutonico in diverse missioni diplomatiche in altrettante corti europee.
Ai tempi del Gran Maestro Martin Truchseß von Wetzhausen, von Tiefen tentò di allentare le pressioni tra l'Ordine Teutonico ed il Regno di Polonia. Nel 1480 divenne Komtur di Brandeburgo (Frisches Haff) e Gran Ospitaliere dell'orde. Il 25 giugno 1487, von Tiefen si recò a Drengfurt per la fondazione di una chiesa a Alt Jucha.
Nel 1489 il capitolo dell'ordine nominò von Tiefen Gran Maestro. Immediatamente dopo essere stato eletto, egli si recò in Polonia e pagò l'omaggio richiesto come vassallo del Re Casimiro IV di Polonia a Radom il 18 novembre 1489.
La nuova situazione politica con la Polonia lo aiutò a concentrarsi sulle questioni interne dell'ordine. Ad ogni modo, Lukas Watzenrode, il Vescovo di Varmia, tentò di ottenere l'indipendenza del proprio vescovato dalla corona polacca e dall'influsso del Gran Maestro. Nel maggio del 1490 von Tiefen inviò una lettera di richiesta a Watzenrode per autorizzarlo a consacrare la cappella di Giovanni Battista a Groß Stürlack, di modo da consentire a tutti i sacerdoti di Schwarzstein di celebrare quotidianamente la messa.
Nel 1492 il Re Giovanni I Alberto di Polonia suggerì all'Ordine Teutonico di spostarsi dalla regione della Prussia verso la Podolia, ma von Tiefen si oppose all'idea. Egli capì che questo avrebbe significato la fine della sovranità temporale dell'Ordine Teutonico. Egli si appellò dunque all'Imperatore Massimiliano I d'Asburgo, e il progetto venne abbandonato.
Richiamato da Giovanni I Alberto, von Tiefen dovette indire una crociata contro l'Impero ottomano di modo da catturare i porti lungo le coste del Mar Nero. Egli disponeva di un'armata di 400 cavalieri, ma nel corso di quest'operazione iniziò a manifestarsi la sua malattia. Viaggiando lungo le rive del Nistro, il Gran Maestro contrasse una dissenteria. Egli decise di ritornare Lemberg, dove non volle curarsi. Von Tiefen morì nel 1497 e venne sepolto nella Cattedrale di Königsberg.
Una delle sue idee era quella di far eleggere il Gran Maestro al ruolo di Principe del Sacro Romano Impero, di modo da dipendere dall'Imperatore, senza dover più pagare degli omaggi nei confronti del Re di Polonia.